# انتباذ كلوي متصالب
خلل الموضع المتصالب (بالإنجليزية: Crossed dystopia)‏ (ويُسمى أيضًا انتباذ كلوي ملتحم متصالب أحادي الجانب) هو شكل نادر من أشكال الانتباذ الكلوي حيث تقع كلتا الكليتين في نفس الجانب من العمود الفقري، وفي حالات كثيرة تلتحم الكليتان معًا مع الاحتفاظ بأوعيتهما الدموية والحالبين، حيث يتخطى حالب الكلية السفلية خط الوسط كى يدخل إلى المثانة بالجانب المقابل، ويقع حوضا الكليتين فوق بعضهما بالجانب الإنسي للحمة الكلية (الكلية الطويلة أحادية الجانب)، أو يكون حوض الكلية المتصلبة جانبيًا (الكلية ذات الشكل "S" أحادية الجانب)، وتستطيع صورة الجهاز البولي تشخيص هذه الحالة.
يمكن تشخيص الشذوذ بواسطة تصوير الجهاز البولي بالموجات فوق الصوتية، لكن يكون التدخل الجراحي ضروريًا فقط في حالة وجود مضاعفات أخرى كأورام أو التهاب الحويضة والكلية.